# Un incontro leale
Un incontro leale (To Duck or Not to Duck) è un film del 1943 diretto da Chuck Jones e prodotto dalla Leon Schlesinger Productions. Si tratta di un cortometraggio d'animazione uscito il 6 marzo 1943 e distribuito dalla Warner Bros. Pictures.

## Trama

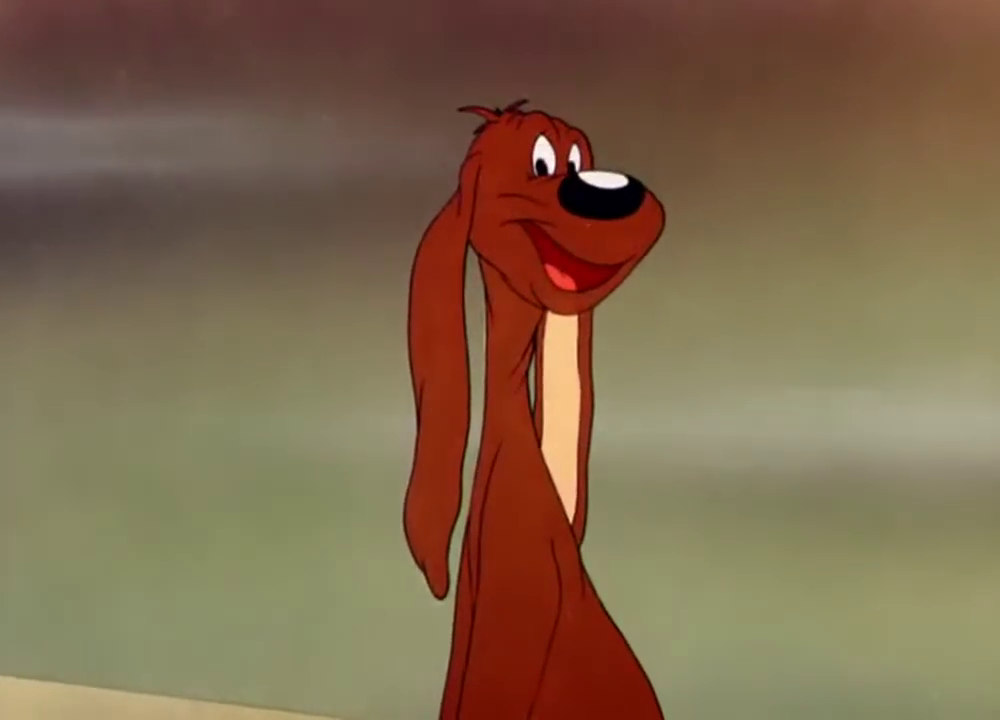
Laramore (il cane di Taddeo) in una scena

La caccia alle anatre è aperta. Daffy vola pigramente nel cielo e ride dei cacciatori. Ma dopo un'ultima spavalderia, viene apparentemente colpito. Il cane di Taddeo, Laramore, vuole riportarlo dal suo padrone. All'improvviso, Daffy si sveglia mentre il cane lo prende in bocca. Daffy lo rimprovera per la sua brutalità e ricambia il favore: prende violentemente il cane a sua volta nel becco.
Dopo questa lezione, apre la bocca del cane e vi si mette dentro. Laramore riporta l'anatra a Taddeo, che si vanta di essere un grande cacciatore "sportivo". Daffy si ribella a questa affermazione. Inizia facendo piangere Taddeo per il suo destino di povera anatra indifesa, poi lo critica per la mancanza di sportività. Cambia i ruoli, prende la sua pistola, poi i suoi vestiti. Portato via nella sua verve per dimostrare di essere indifeso contro il cacciatore, "apre" le sue piume, ma notiamo che sotto indossa un giubbotto antiproiettile.
Nonostante questo, Daffy sfida Taddeo ad un incontro di boxe. Questa partita è in realtà organizzata da tutte le amichevoli anatre del lago di Daffy ed è completamente truccata. Il cane, unico sostenitore di Taddeo, è abbondantemente preso a sassate dalla folla di anatre che fischiano il suo padrone. L'arbitro, una papera apparentemente imparziale, prende in giro Taddeo e loda Daffy. Con il pretesto di mostrare i colpi proibiti dalle regole, riempie Taddeo con questi colpi e Daffy fa lo stesso. Daffy gioca a indovinare con il suo avversario, e Taddeo viene colpito da un martello alla testa. L'arbitro coglie l'occasione per dichiarare vincitore Daffy. Taddeo, ancora sotto shock, si vendica, però, riproducendo la truffa dei "tiri proibiti" su Daffy e l'arbitro.